# Jonas Svensson
Jonas Svensson (ur. 21 października 1966 w Göteborgu) – szwedzki tenisista, reprezentant w Pucharze Davisa.

## Kariera tenisowa
Karierę zawodową Svensson rozpoczął w 1985 roku, a zakończył w 1995 roku. W grze pojedynczej wywalczył pięć tytułów rangi ATP World Tour oraz osiągnął dziewięć finałów.
W grze podwójnej Szwed awansował do jednego finału z cyklu ATP World Tour.
W latach 1989–1991 Svensson reprezentował Szwecję w Pucharze Davisa, w którym rozegrał dziewięć meczów singlowych i wygrał siedem z nich.
W rankingu gry pojedynczej Svensson najwyżej był na 10. miejscu (25 marca 1991), a w klasyfikacji gry podwójnej na 49. pozycji (6 kwietnia 1987).

### Finały w turniejach ATP World Tour
| Nazwa                        |
| ---------------------------- |
| Wielki Szlem                 |
| Igrzyska olimpijskie         |
| ATP Tour World Championships |
| ATP Masters Series           |
| ATP Championship Series      |
| ATP World Series             |

#### Gra pojedyncza (5–9)
| Końcowy wynik | Nr | Data                 | Turniej      | Nawierzchnia    | Przeciwnik             | Wynik finału            |
| ------------- | -- | -------------------- | ------------ | --------------- | ---------------------- | ----------------------- |
| Zwycięzca     | 1. | 6 kwietnia 1986      | Kolonia      | Twarda (hala)   | Stefan Eriksson        | 6:7, 6:2, 6:2           |
| Finalista     | 1. | 14 września 1986     | Stuttgart    | Ceglana         | Martín Jaite           | 5:7, 2:6                |
| Finalista     | 2. | 16 listopada 1986    | Wembley      | Dywanowa (hala) | Yannick Noah           | 2:6, 3:6, 7:6, 6:4, 5:7 |
| Zwycięzca     | 2. | 25 października 1987 | Wiedeń       | Twarda (hala)   | Amos Mansdorf          | 1:6, 1:6, 6:2, 6:3, 7:5 |
| Finalista     | 3. | 8 listopada 1987     | Sztokholm    | Twarda (hala)   | Stefan Edberg          | 5:7, 2:6, 6:4, 4:6      |
| Zwycięzca     | 3. | 28 lutego 1988       | Metz         | Dywanowa (hala) | Michiel Schapers       | 6:2, 6:4                |
| Finalista     | 4. | 8 maja 1988          | Monachium    | Ceglana         | Guillermo Pérez Roldán | 5:7, 3:6                |
| Finalista     | 5. | 14 listopada 1988    | Wembley      | Dywanowa (hala) | Jakob Hlasek           | 7:6, 6:3, 4:6, 0:6, 5:7 |
| Finalista     | 6. | 4 marca 1990         | Rotterdam    | Dywanowa (hala) | Brad Gilbert           | 1:6, 3:6                |
| Zwycięzca     | 4. | 7 października 1990  | Tuluza       | Twarda (hala)   | Fabrice Santoro        | 6:3, 6:3                |
| Finalista     | 7. | 24 lutego 1991       | Stuttgart    | Dywanowa (hala) | Stefan Edberg          | 2:6, 6:3, 5:7, 2:6      |
| Zwycięzca     | 5. | 10 marca 1991        | Kopenhaga    | Dywanowa (hala) | Anders Järryd          | 6:7(5), 6:2, 6:2        |
| Finalista     | 8. | 14 marca 1993        | Saragossa    | Dywanowa (hala) | Karel Nováček          | 6:3, 2:6, 1:6           |
| Finalista     | 9. | 3 października 1993  | Kuala Lumpur | Twarda (hala)   | Michael Chang          | 0:6, 4:6                |

#### Gra podwójna (0–1)
| Końcowy wynik | Nr | Data          | Turniej | Nawierzchnia  | Partner           | Przeciwnicy                  | Wynik finału |
| ------------- | -- | ------------- | ------- | ------------- | ----------------- | ---------------------------- | ------------ |
| Finalista     | 1. | 24 marca 1985 | Nancy   | Twarda (hala) | Jaroslav Navrátil | Marcel Freeman Rodney Harmon | 4:6, 6:7     |